# Promise You This
Promise You This è un brano musicale di Snoop Dogg, primo singolo estratto dall'album Neva Left, pubblicato il 1º marzo 2017.

## Il brano
Il singolo presenta sonorità usate dal rapper nella prima parte della sua carriera, riproponendo lo stile g-funk dei suoi primi lavori.

## Videoclip
Il video musicale del brano è stato diretto dallo stesso Snoop Dogg, ed è stato pubblicato l'11 aprile 2017.

### Trama
Il videoclip inizia con la definizione del vocabolario inglese della parola "promise", e racconta la storia di un rapper esordiente: Snoop Dogg fa la parte dell’uomo dell’etichetta, la Doggystyle Records, che aveva promesso un contratto annullato all’ultimo momento. Tornato a casa, il giovane rapper non riesce a liberarsi dell’immagine di Snoop, inserita ovunque nella sua casa, persino sullo schermo della sua televisione.

## Classifiche
| Classifica (2017)         | Posizione massima |
| ------------------------- | ----------------- |
| Stati Uniti (R&B/hip-hop) | 50                |